# Daniela Bartoș
Daniela Bartoș (n. 5 octombrie 1951, Orașul Stalin, România) este medic, șef de secție la Spitalul Clinic de Urgență București Floreasca, profesor universitar la Universitatea de Medicina si Farmacie "Carol- Davila". În legislatura 1996-2000, a fost  aleasă ca deputată română în județul Brăila pe listele partidului PDSR și a condus Ministerul Sănătății pentru câteva luni. În perioada decembrie 2000 - iunie 2003 a revenit ca ministru al Sănătății în guvernul condus de Adrian Năstase.   

## Biografie
Daniela Bartoș a fost deputată în legislatururile 1996-2000 și  2000-2004. În legislatura 1996-2000, Daniela Bartoș a fost membru în grupurile parlamentare de prietenie cu Republica Franceză-Adunarea Națională și Republica Orientală a Uruguayului. 
A fost Ministru al Sănătății, în Guvernul Văcăroiu, între 23 august 1996 și 11 decembrie 1996 și în Guvernul Năstase, în perioada 28 decembrie 2000 - 19 iunie 2003.

## Recunoaștere
În noiembrie 2024 a fost decorată de către președintele Klaus Iohannis cu Ordinul Național „Steaua României” în grad de Ofițer.